# All the Colours of the World Are Between Black and White
All the Colours of the World Are Between Black and White ist ein nigerianischer Spielfilm von Babatunde Apalowo aus dem Jahr 2023.
Die Premiere erfolgte im Februar 2023 bei der 73. Berlinale.

## Handlung
Lagos, in der Gegenwart: Bambino und Bawa begegnen sich und finden sich auf Anhieb sympathisch. Auf langen Spaziergängen durch die Stadt entwickeln beide Männer eine tiefe Zuneigung zueinander. Aber in einer Gesellschaft, in der Homosexualität tabuisiert wird, müssen Bambino und Bawa den Druck sozialer Normen erkennen.

## Veröffentlichung
Die Uraufführung von All the Colours of the World Are Between Black and White, Apalowos Debütfilm, fand am 17. Februar 2023 bei den Internationalen Filmfestspielen Berlin in der Sektion Panorama statt.

## Auszeichnungen

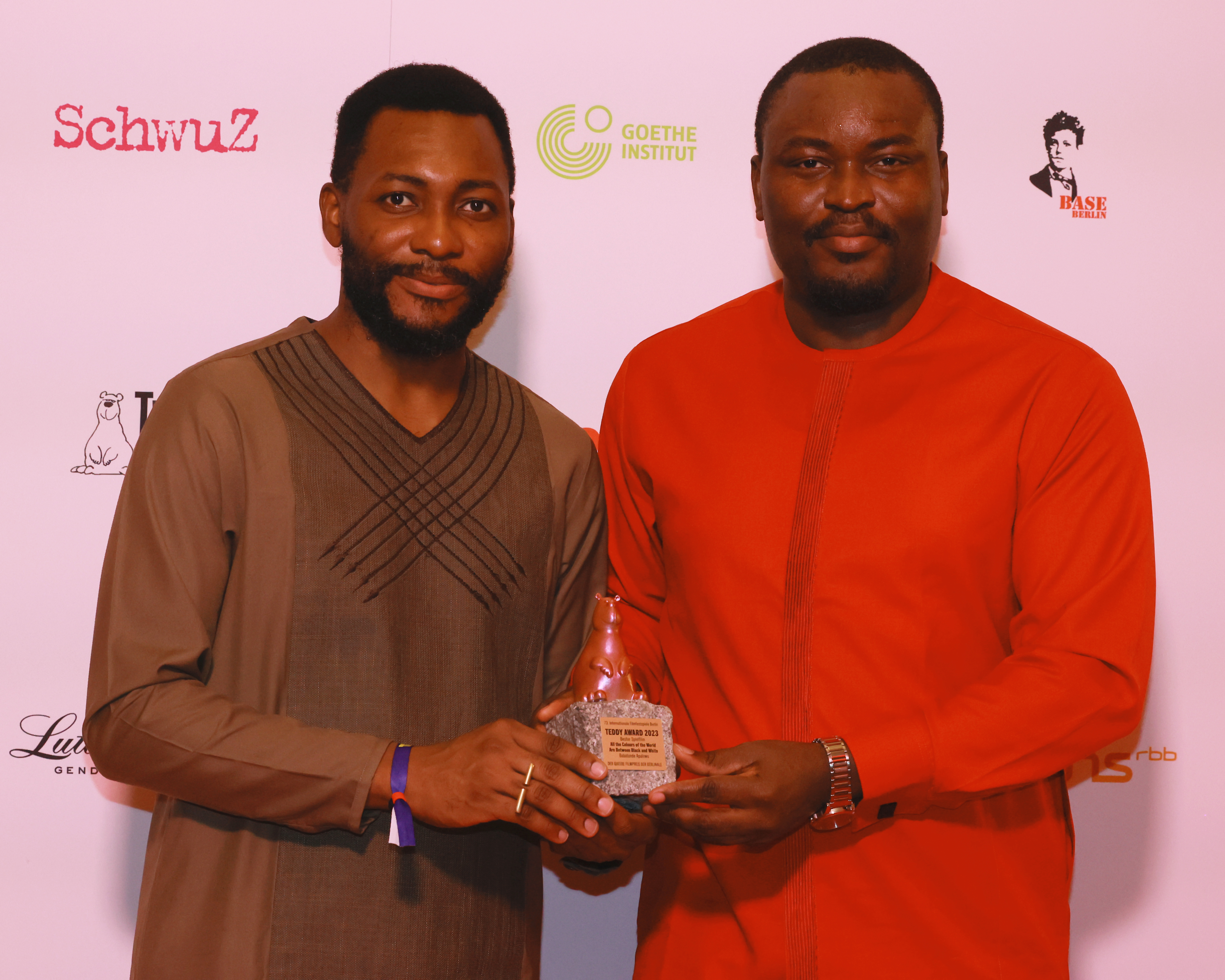
Babatunde Apalowo und Tope Tedela mit dem gewonnenen Teddy Award

Im Rahmen der Aufführung auf der Berlinale ist der Film für den Panorama Publikumspreis nominiert. Der Film gewann den LGBTIQ-Preis Teddy Award in der Kategorie Spielfilm.